# Saint-Victor-de-Malcap
Saint-Victor-de-Malcap é uma comuna francesa na região administrativa de Occitânia, no departamento de Gard. Estende-se por uma área de 10,87 km². Em 2010 a comuna tinha 856 habitantes (densidade: 78,7 hab./km²).